# (246789) Pattinson
(246789) Pattinson est un astéroïde de la ceinture principale.

## Description
(246789) Pattinson est un astéroïde de la ceinture principale. Il fut découvert le 24 février 2009 à Zelenchukskaya Station par Timur V. Kryachko. Il présente une orbite caractérisée par un demi-grand axe de 2,42 UA, une excentricité de 0,18 et une inclinaison de 4,4° par rapport à l'écliptique.

## Compléments